# Головна палата мір і ваг
Головна палата мір і ваг (з 1842 по 1893 рік — Депо зразкових мір і ваг; сьогодні — Всеросійський науково-дослідний інститут метрології імені Д. І. Менделєєва) — перша метрологічна установа Російській імперії.

## Історія
Депо зразкових мір і ваг було створено в Санкт-Петербурзі у 1842 році і спочатку знаходилось на території Петропавлівської фортеці. У його обов'язки входило зберігання еталонів і організація їхньої повірки, а також виготовлення нових еталонів. У 1880 році установа переїхала до нової будівлі на Московському проспекті в Санкт-Петербурзі і дотепер залишається головним еталонним корпусом Всеросійського науково-дослідного інституту метрології.
Депо було перетворено в Головну палату мір і ваг у 1893 році заявдяки Д. І. Менделєєву, вченому-хіміку, який з 1892 по 1907 роки займав в установі посаду вченого-зберігача. На Головну палату мір і ваг було покладено збереження еталонів, прийнятих в Росії мір і ваг, виготовлення копій з них, перевірку доставлених у палату копій з еталонів мір, ваг і вимірювальних приладів, складання порівняльних таблиць російських й іноземних мір, вирішення метрологічних питань.
Завдяки діяльності Головної палати, під час керівництва нею Д. І. Менделєєва, було виконано ряд робіт, які дозволили досягти максимально можливої точності та єдності вимірювань й обробки їх результатів. Важливим досягненням стало значне розширення та покращення контролю манометрів, водомірів, газомірів, електричних лічильників і т. д.
У 1894 році був виготовлений унікальний еталон міри довжини, що мав вигляд тригранної призми з ребром, рівним півсажені. На одній з граней було нанесено аршин (0,7112 м), на другій — ярд (0,914 м), а на третій — метр з відповідними поділками. Цей еталон, створений за ініціативою Д. І. Менделєєва, зіграв виняткову роль у процесі переходу на метричну систему мір.
У 1931 році Головна палата мір і ваг була перейменована у Всесоюзний науково-дослідний інститут метрології і стандартизації, а у 1934 році — у Всесоюзний науково-дослідний інститут метрології.
10 січня 1945 року інституту було присвоєно ім'я засновника наукової метрології Д. І. Менделєєва.
Сьогодні наступником цієї установи є Всеросійський науково-дослідний інститут метрології імені Д. І. Менделєєва.